# Каписты

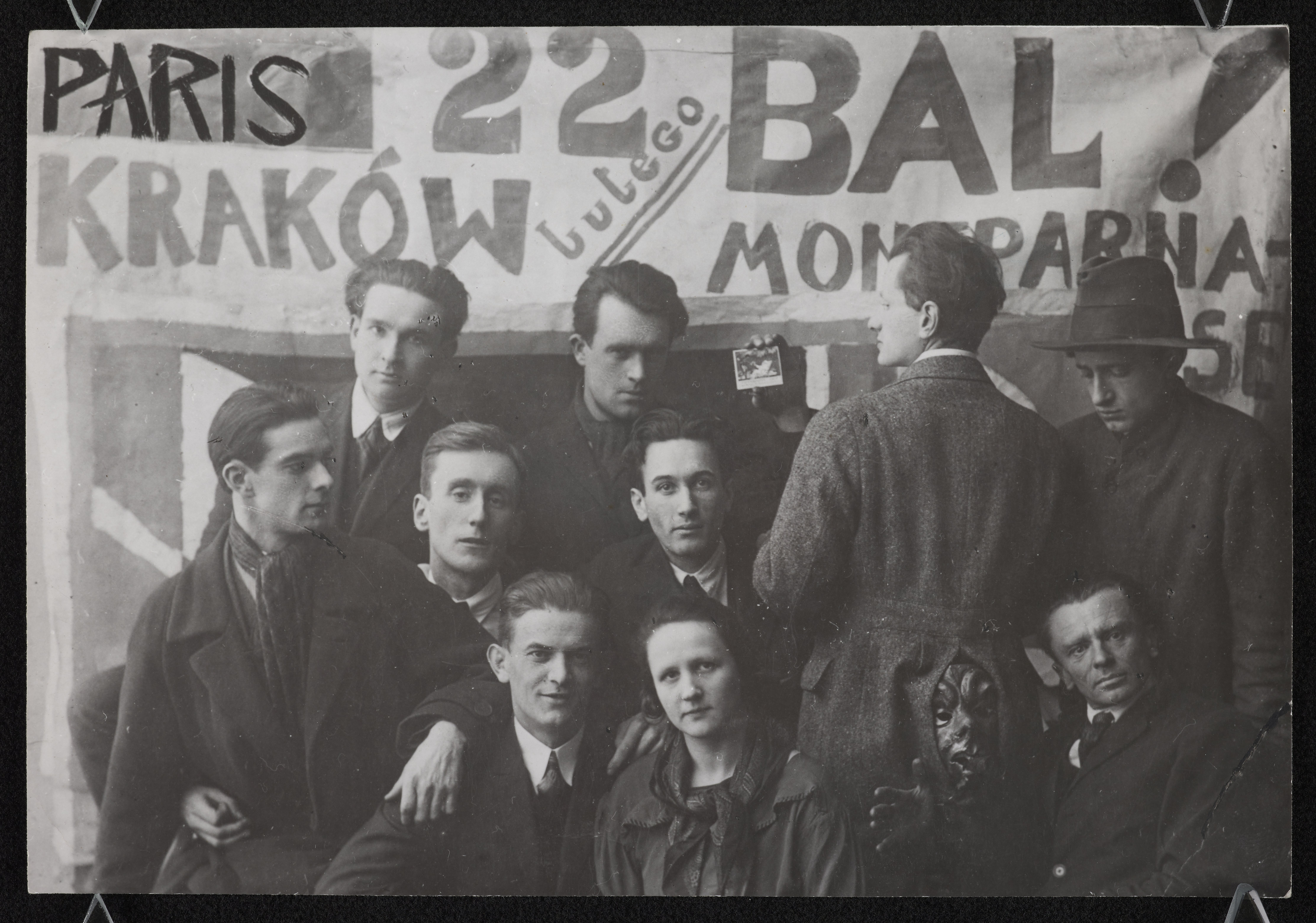
KПисты: внизу в центре — Ханна Рудцка и Ян Цыбис (слева), Юзеф Чапский, Артур Нахт-Самборский, Зигмунт Валишевский, Пётр Потворовский, Титус Чижевский, Юзеф Ярема (1925)

Каписты или КПисты (по польской аббревиатуре Парижского комитета (КП) пол. Komitet Paryski, также известны как колористы) — группа польских художников 1920-х годов, которые доминировали в польском художественном искусстве в эти годы.

## История
Вопреки польским романтическим традициям, каписты подчеркнули независимость искусства любой исторической традиции, символики или влияния литературы и истории. Они сформировались вокруг Юзефа Панкевича и находились под сильным влиянием французских постимпрессионистов.
Название движения было получено от полного наименования так называемого Парижского комитета или Парижского комитета по оказанию помощи студентам, уезжающим на обучение художественному мастерству во Францию (пол. Komitet paryskiej pomocy dla wyjeżdżających na Studia malarskie do Francji). Ядром польских колористов была группа студентов Академии изящных искусств в Кракове (в основном из студии Юзефа Панкевича), которые организовали «Парижский комитет» с целью сбора средств на учебную поездку во Францию. Несколько месяцев пребывания за границей после отъезда в 1924 году продлились до длительного периода. В то время в Париже был официально создан филиал Краковского университета, о котором в 1925 г. позаботился Я. Панкевич, благодаря его более ранним знакомствам (дружбе с Боннардем) предоставление студентам активного контакта с местным художественным сообществом. Молодые художники закончили там учёбу и получили дипломы; Большинство из них в 1930—1931 годах вернулись в Польшу, занимаясь популяризацией своей живописи на отечественной почве. В своей дальнейшей деятельности они находились под влиятельным покровительством, частично также со стороны аристократии и помещичьего дворянства. Mестами поддержки художников стали усадьбы семей Мицельских в Вишнове, Маньковских в Рудках и Потоцких в Кшешовице.
Помимо Панкевича, среди самых известных капистов были Ян Цыбис, Ханна Рудцка (жена предыдущего), Юзеф Чапский, Юзеф Ярема, Артур Нахт-Самборский, Эугениуш Гепперт, Пётр Потворовский и Зигмунт Валишевский.
В 1930 году каписты провели выставку в Галери Зак в Париже, а в 1931 году ещё одна выставка прошла в Галери-Муос в Женеве.